# Gert Jõeäär
Gert Jõeäär (ur. 9 lipca 1987 w Tallinnie) – estoński kolarz szosowy, były zawodnik grupy UCI Professional Continental Teams Cofidis.

## Najważniejsze osiągnięcia
- 2008
  -  1. miejsce w mistrzostwach Estonii (do lat 23, jazda ind. na czas)
- 2009
  - 3. miejsce w Tallinn-Tartu GP
  - 3. miejsce w mistrzostwach Estonii (jazda ind. na czas)
- 2010
  - 3. miejsce w mistrzostwach Estonii (jazda ind. na czas)
- 2011
  - 1. miejsce na 4. etapie Ronde de l’Oise
  - 2. miejsce w mistrzostwach Estonii (jazda ind. na czas)
- 2012
  - 1. miejsce na 2. etapie Ronde de l’Oise
  - 2. miejsce w mistrzostwach Estonii (start wspólny)
- 2013
  - 4. miejsce w Tro Bro Leon
  - 1. miejsce w Tour of Estonia
    - 1. miejsce na etapie 1b

  - 3. miejsce w mistrzostwach Estonii (jazda ind. na czas)
- 2014
  - 1. miejsce w Driedaagse van West-Vlaanderen
    - 1. miejsce w prologu

  - 6. miejsce w Tour of Estonia
  -  1. miejsce w mistrzostwach Estonii (jazda ind. na czas)
  - 2. miejsce w mistrzostwach Estonii (start wspólny)
- 2015
  -  1. miejsce w mistrzostwach Estonii (jazda ind. na czas)
  -  1. miejsce w mistrzostwach Estonii (start wspólny)
- 2016
  - 6. miejsce w Boucles de la Mayenne
  -  1. miejsce w mistrzostwach Estonii (jazda ind. na czas)
- 2017
  - 1. miejsce na 2. etapie Tour of Estonia
  - 2. miejsce w mistrzostwach Estonii (jazda ind. na czas)
  -  1. miejsce w mistrzostwach Estonii (start wspólny)
- 2018
  - 2. miejsce w mistrzostwach Estonii (start wspólny)
  - 3. miejsce w Baltic Chain Tour
    - 1. miejsce w prologu
- 2022
  - 3. miejsce w mistrzostwach Estonii (start wspólny)